# 黑盤孔喉盤魚
黑盤孔喉盤魚（學名：Discotrema nigrum），為輻鰭魚綱喉盤魚目喉盤魚科的其中一種，分布於西太平洋巴布亞紐幾內亞海域，深度5至20公尺，本魚體延長，前部平扁，後部側扁，體不被鱗，覆有粘液層，腹鰭喉位，與周圍的皮褶特化成一吸盤，體純黑色，無白色條紋，背鰭軟條9枚、臀鰭軟條7-8枚，體長可達1.1公分，屬底棲性魚類，與海百合共生，生活習性不明。